# Endre Steiner
Pour les autres joueurs d'échecs nommés Steiner, voir Herman Steiner et Lajos Steiner.
Endre ou Andreas Steiner est un joueur d'échecs hongrois né le 27 juin 1901 à Budapest et mort le 29 décembre 1944. Vainqueur du tournoi de Kecskemét 1933 et deuxième lors du tournoi de Trenčianske Teplice 1928, il a représenté la Hongrie lors de cinq olympiades officielles et remporté l'olympiade en 1927, 1928 (olympiades officielles). Il a également participé à trois olympiades non officielles (1924, 1926 et 1936) et remporté la médaille d'or par équipe en  1926 et 1936. 
Il meurt en 1944 dans le bombardement de Budapest, à 43 ans. Il était le frère de Lajos Steiner.

## Palmarès
En 1919, Steiner termina deuxième du Hauptturnier de Kassa (derrière Zoltán Balla), le tournoi de maîtres (tournoi principal) fut remporté par Richard Réti.
Steiner termina troisième du tournoi de Budapest en 1920 (victoire de Szávay devant Havasi) puis deuxième en 1921 du tournoi mémorial Erckel de Gyula remporté par Borislav Kostic. En avril 1922, il remporta le tournoi mineur du mémorial Breyer à Pistyan et finit troisième-quatrième du championnat de Hongrie derrière Kornél Havasi et János Balogh en décembre 1922. En 1923, il gagna le tournoi du club Balla à Budapest, ex æquo avec son frère Lajos Steiner. En août 1923, il finit troisième du tournoi international de Portsmouth (congrès de la British Chess Federation) remporté par le futur champion du monde Alexandre Alekhine.  Il remporta un tournoi  national à Budapest en 1923, 1924 (8 / 10, devant Árpád Vajda), 1925 (7 / 10, ex æquo avec Reich), 1931 (tournoi de la fédération d'échecs de Budapest), 1936. 
En 1924-1925, il termina premier ex æquo du tournoi préliminaire  (section 2) du tournoi d'échecs d'Hastings (ex æquo avec Przepiorka et Tartakover) et finit 5e-6e du classement général avec 5 points sur 7. En 1928, Steiner termina deuxième de deux tournois à Budapest. En 1929, lors du tournoi international de Budapest remporté par Capablanca, Steiner marqua 7 points sur 13 et finit sixième.
En 1932, Endre Steiner finit troisième du championnat de Hongrie à Budapest, remporté par Géza Maróczy devant Esteban Canal. En 1933, il termina quatrième du championnat national (victoire de Canal) et remporta le tournoi international de Kecskémet en mai 1933 devant Erich Eliskases. En avril 1934, il finit quatrième du championnat national remporté par Eliskases. En 1935, il fut troisième du mémorial Kempelen à Budapest (victoire de Lajos  Steiner). En 1936, il finit troisième du championnat national remporté par Miguel Najdorf et Lajos Steiner. En 1937, il obtint la troisième place au mémorial Merenyi de Budapest (victoire de László Szabó) et finit quatrième ex æquo du championnat de Pologne remporté par Tartakover devant Stahlberg et Najdorf. La même année, il termina sixième du très fort tournoi international de Kemeri-Riga remporté par Salo Flohr, Vladimirs Petrovs et Samuel Reshevsky devant Alexandre Alekhine et Paul Keres. Dans ce tournoi, Endre Steiner devançait Xavier Tartakover et Reuben Fine, Gideon Stahlberg et Vladas Mikenas.

## Résultats aux olympiades
En 1924, les joueurs hongrois disputèrent plusieurs tournois d'entraînement en vue du tournoi olympique de Paris. Les joueurs hongrois remportèrent la médaille d'argent lors de l'olympiade non officielle de 1924 à Paris et Steiner marqua 7,5 points sur 13. En 1926, la Hongrie remporta le tournoi par équipes (olympiade non officielle) de Budapest devant la Yougoslavie, la Roumanie et l'Allemagne. Lors de la première olympiade officielle disputée à Londres en 1927, l'équipe de Hongrie remporta la médaille d'or et Endre Steiner marqua 8,5 points sur 13. En 1928, lors de la deuxième olympiade officielle disputée à La Haye en 1928, l'équipe de Hongrie remporta à nouveau la médaille d'or et Endre Steiner marqua 11,5 points sur 16.
Lors de la troisième olympiade officielle disputée à Hambourg, la Hongrie finit deuxième derrière la Pologne et Steiner marqua 9,5 points sur 13. En 1931, à Prague, lors de la quatrième olympiade officielle, en l'absence de Maróczy, Endre Steiner  jouait au premier échiquier. Il marqua seulement 6,5 points sur 15 et la Hongrie finit dixième. En 1933, Endre Steiner finit avant-dernier du tournoi pré-olympique de Budapest et ne fut pas sélectionné pour disputer l'olympiade de 1933, ni pour l'olympiade de 1935. En 1936, la Hongrie remporta la victoire lors le l'olympiade non officielle de Munich en Allemagne et Endre Steiner marqua 11,5 points sur 18 au troisième échiquier.
Endre Steiner obtint son meilleur score dans des olympiades lors de sa dernière participation en 1937. Il marqua 14,5 points (le meilleur score de toute l'olympiade) sur 18 parties (+12 –1 =5, 80,6 % des points) au troisième échiquier de la Hongrie lors de l'olympiade d'échecs de 1937 à Stockholm, ce qui lui permit de remporter la médaille d'argent individuelle au troisième échiquier et la médaille d'argent par équipe.  